# Vaccinium reticulatum

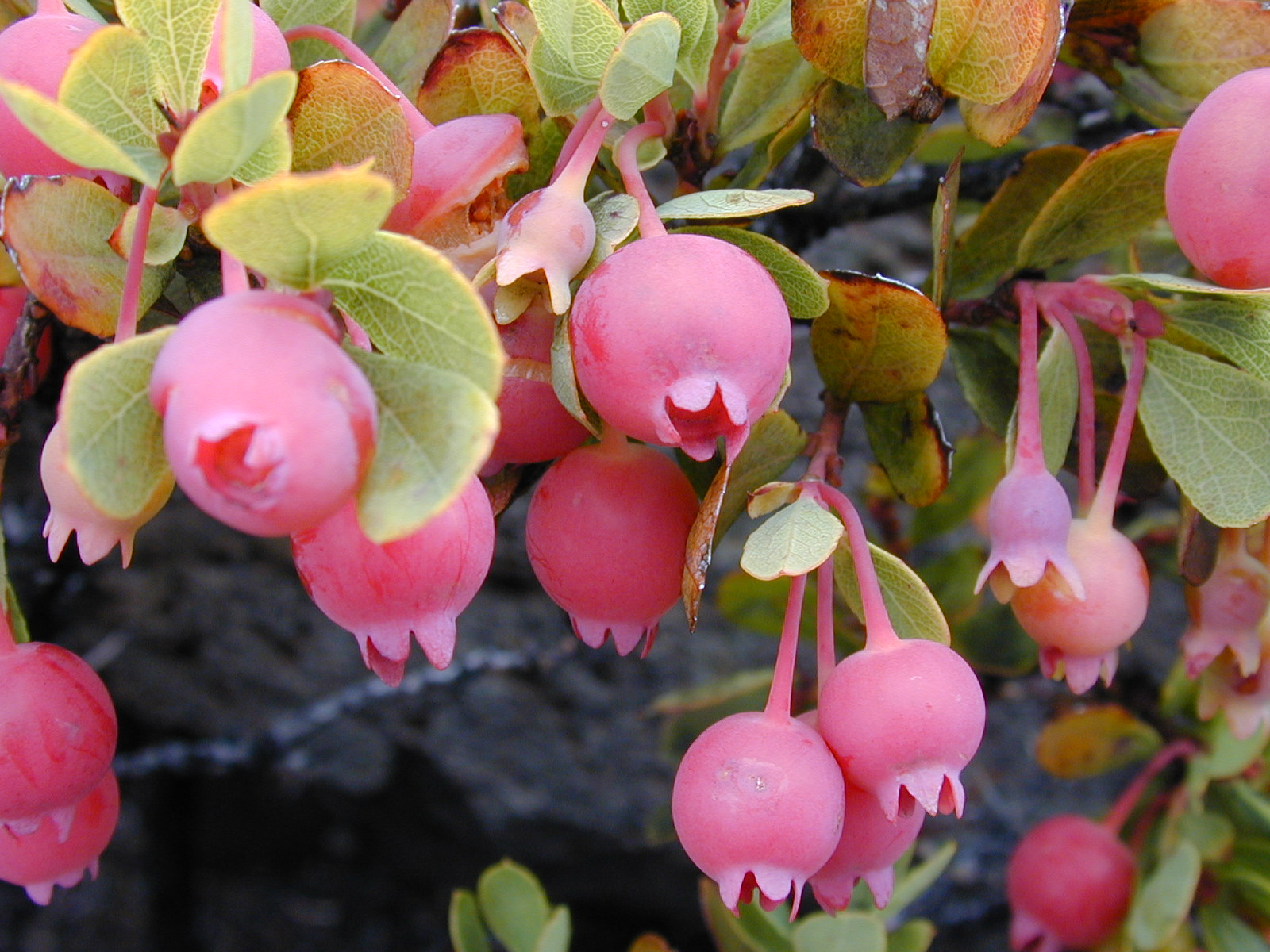
Vaccinium reticulatum

Vaccinium reticulatum, conocido como ʻōhelo ʻai en hawaiano, es una especie de planta con flores de la familia Ericaceae, endémica de Hawái. Crece en altitudes de 640 a 3700 sobre lava y ceniza volcánica en Maui y Hawái ʻ, y menos comúnmente Kauaʻi,  Oʻahu, and Molokaʻi.. Las adaptaciones a la actividad volcánica incluyen la capacidad de sobrevivir a caídas de cenizas de más de 25 cm.

## Descripción

### Fruta
La fruta es una baya comestible pulg.  8 - 14 mm diámetro, que van desde el azul al morado, al rojo, al naranja y al amarillo. El color no indica necesariamente la madurez de las bayas. Las bayas tienen un sabor algo similar a los arándanos relacionados, las menos maduras son agrias, mientras que las bayas maduras son bastante dulces pero suaves. Son una importante fuente de alimento para el nēnē ( Branta sandvicensis ); las semillas se encuentran dispersas en los excrementos de las aves ( endozoocoria ).

## Usos
Las proantocianidinas oligoméricas (OPC) pueden obtenerse mediante cultivo celular in vitro de V. pahalae .